# نظرية شبكة الفواعل
نظرية شبكة الفواعل هي منهج في علم الاجتماع غرضها دراسة الوضعيات الاجتماعية ومبدؤها اعتبار العوامل من أشياء وأفكار وعمليات وغيرها فواعل إلى جانب الإنسان، والاستغناء عن مفهوم القوى الاجتماعية. أي أنها تنظر إلى العوامل المادية (بين الأشياء) والمعنوية (السيميوطيقية، بين المفاهيم) على حد سواء.